# Bear Gulch
Il giacimento di Bear Gulch, in Montana, è considerato uno dei più importanti siti fossiliferi del Carbonifero. Risale alla fine del Mississippiano (inizio del Carbonifero medio, circa 330 milioni di anni fa). Il deposito include alcuni dei più bei fossili di pesci di tutto il Paleozoico, grazie all'insolita completezza dei fossili e alla conservazione anche delle parti molli degli animali.

## Fauna e flora
Bear Gulch offre una panoramica insolita sulla specializzazione dei pesci del Carbonifero: in particolare, con la scoperta di questo giacimento i paleontologi hanno potuto gettare luce sull'evoluzione dei pesci cartilaginei. L'unico fossile del Devoniano degno di nota appartenente ai condritti è lo “squalo” primitivo Cladoselache; nel solo giacimento carbonifero di Bear Gulch, invece, i resti fossili di questi animali sono numerosissimi. Tra questi vi erano forme simili alle attuali chimere (Echinochimaera, Debeerius, Heteropetalus), predatori di forma allungata e provvisti di strane appendici (Harpagofututor, Harpacanthus fimbriatus), misteriosi pesci dall'aspetto tondeggiante (Delphyodontos), una serie di squali dotati di bizzarre strutture allungate e dentate (Stethacanthus, Orestiacanthus, Damocles, Falcatus), condritti dall'aspetto curioso e “verticale” (Belantsea), squali appiattiti (Squatinactis), allungati (Thrinacoselache) e altri ancora.
Tra gli altri pesci presenti in questo importante giacimento vi sono alcuni celacanti (tra cui il bizzarro Allenypterus e Caridosuctor), pesci ossei di forma allungata (Paratarrasius), numerosi paleonisciformi e una delle più antiche lamprede conosciute (Hardistiella). Tra gli altri fossili tipici di Bear Gulch è da ricordare un organismo misterioso, noto come Typhloesus wellsi, le cui affinità con gli altri esseri viventi sono del tutto oscure.